# Ferrovie dello Stato Italiane
Ferrovie dello Stato (Ferrocarriles del Estado en italiano) es la compañía nacional de ferrocarriles, creada en 1905, y es la más importante compañía ferroviaria pública de Italia.
Entre los años 1985 y 1991 se ha llevado a cabo un proceso de reestructuración que ha transformado a la compañía en un holding público, bajo la forma de una sociedad por acciones, cuyo capital está en su totalidad en manos del Estado italiano.

## Historia
El Ferrovie dello Stato se constituyó por la ley N° 137 del 22 de abril de 1905, asumiendo el Estado la totalidad de la propiedad y la administración de la mayor parte de las líneas ferroviarias nacionales que hasta entonces estaban en manos de varias sociedades privadas. Durante los primeros dos años, estuvo a cargo de una Comisión de Administración, presidido por el director general Riccardo Bianchi. 
El cargo del Presidente de la Comisión de Administración y el director general coincidieron, mientras que el Consejo de Administración inició sus funciones recién en 1907, compuesto por ocho consejeros. La estructura se mantuvo inalterada hasta que la ley N° 130 del 2 de febrero de 1920 aumentó el número de miembros del Consejo de Administración de ocho a dieciséis, de los cuales cinco eran representantes del personal del ferrocarril. Se estableció que el presidente fuera nombrado por el gobierno y el cargo de director general fuera renombrado al de administrador general. Dentro del Consejo de Administración, se había instituido un comité que controlara la normal administración.
Con el advenimiento del fascismo esta estructura cambió de acuerdo a la política de reorganización centralizadora del régimen. Para fines de 1922, el Consejo de Administración fue disuelto y el cargo de administrador general impuesta.
Un posterior decreto del 4 de enero de 1923 llevó a la designación de un Comisionado Extraordinario, Edoardo Torre, cuya mandato comprende el período que va hasta el 30 de abril de 1924. El 1° de mayo de 1924, por medio de la ley N° 596, fue creado el Ministerio de Comunicación (que comprendía ferrocarriles, correo y telégrafo, y la marina mercante) al cargo del cual es designado Costanzo Ciano; como resultado de ello, Torre fue destituido. El Consejo de Administración fue restituido, pero solo con funciones consultivas y bajo la órbita del Ministro de Comunicaciones, seguido del decreto N° 863 del 22 de mayo de 1924 que estableció en diez los miembros del mismo, sólo que sin representantes de los empleados y restituyó el cargo de director general.
Después del 8 de septiembre de 1943, al quedar dividida Italia, sucedió lo mismo con la división territorial y administrativa de la red ferroviaria. Fueron creadas dos Direcciones, la de Salerno para las zonas ocupadas por los Aliados y la de Verona para la República Social Italiana, con una organización muy similar a la original.
A principios de 1944 fue suspendida, en forma provisoria, la norma referida al funcionamiento del Consejo de Administración, y el Ministerio de Comunicación asumió también las funciones del director general; hacia fines de ese año se divide el Ministerio de Comunicación en Ministerio del Transporte, que comprendía la oficina del director general de los ferrocarriles, y el Ministerio de Correo y Comunicación.
El 20 de agosto de 1945 se restablece el Consejo de Administración, con doce miembros más la restitución de los poderes previos a la guerra al Director.
La compañía ferroviaria se mantuvo sin cambios hasta la constitución de un ente denominado "Ferrovie dello Stato" por medio de la ley N° 210 del 17 de mayo de 1985, transformándose en sociedad por acciones en 1991.
El Grupo Ferrovie dello Stato es actualmente el principal operador del sistema ferroviario italiano. Es un holding público, cuyo capital social es aportado en su integridad por el Estado italiano.

## Estructura Societaria
A partir del año 2000 en adelante, siguiendo la normativa europea que obliga a la separación del sector transporte de pasajeros del sector infraestructura, la sociedad fue reorganizada en un holding.
- Ferrovie dello Stato Spa (representada por las siglas FS) - es la sociedad principal y participa de las siguientes sociedades por acciones (indicándose la participación accionaria que posee en porcentaje):

- Trenitalia - es la sociedad que se encarga del transporte de cargas y de pasajeros; participa en un 100%.
- RFI o Rete Ferroviaria Italiana - es la sociedad encargada de la infraestructura ferroviaria; participa en un 100%.
- Treno Alta Velocità - es la sociedad que tiene a su cargo la construcción en Italia de la red de alta velocidad; participa en un 100%.
- Grandi Stazioni - es la sociedad que administra las 13 principales estaciones de ferrocarril italianas; participa en un 60%, el resto está en manos privadas.
- Centostazioni - tiene como objetivo mejorar y administrar 103 estaciones de ferrocarril de dimensiones medianas; participa en un 60%, el resto está en manos privadas.
- Italferr - es la sociedad de ingeniería ferroviaria que se encarga de ingeniería ferroviaria que se ocupa del planeamiento y la gestión de nuevos contratos de obras; participa en un 100%.
- Ferservizi - es el Centro de Servicio del Grupo; participa en un 100%.
- Ferrovie Real Estate - se ocupa de la gestión del patrimonio inmobiliario; participa en un 100%.
- Fercredit - es la sociedad de servicios financieros del grupo; participa en un 100%.
- Bluvia
- TrainOSE - es el operador ferroviario de Grecia, adquirido por FS en 2017

## Datos estadísticos
La red ferroviaria italiana comprende 16,178 km de líneas, de los cuales 10,688 km están electrificados con corriente continua de 3,000 V.
Tráfico operado por Trenitalia (datos del 2010):
- Pasajeros: 43,3 mil millones de Viajeros-kilómetro (- 2,1% respecto al 2010)
- Carga: 20,5 mil millones de Tn-kilómetro (2010)

Plantel de personal del Grupo: cerca de 100,000 empleados.
Parque de material rodante:
- Locomotoras: 4,500
- Vagones de pasajeros: 10,000
- Vagones de carga: 50,000

## Transbordador
Los Ferrovie dello Stato Italiane poseen y explotan un servicio de transbordadores para los trenes que conectan el continente a la isla siciliana que cruza el estrecho de Messina. Llevan InterCity, InterCityNotte y Vagón por medio de transbordadores.
Hasta 2009 había otro servicio de transbordadores para el transporte de mercancías, que se activó en 1961 para conectar el continente a la isla de Cerdeña entre Civitavecchia y Golfo Aranci. Desde 2010, después de que el servicio regular se ha suspendido, hay un servicio de guardia para Messina Marittima y Villa San Giovanni Mare.